# Pascale Hermant
Pour les articles homonymes, voir Hermant.
Pascale Hermant, née le 11 mai 1957, est une gymnaste artistique française.
Elle est sacrée championne de France du concours général de gymnastique artistique en 1973.
Elle dispute les épreuves de gymnastique aux Jeux olympiques d'été de 1972 à Munich, sans obtenir de podium.